# 25616 Riinuots
25616 Riinuots (tên chỉ định: 2000 AJ32) là một tiểu hành tinh vành đai chính. Nó được phát hiện bởi dự án Nghiên cứu tiểu hành tinh gần Trái Đất Lincoln ở Socorro, New Mexico, ngày 3 tháng 1 năm 2000. Nó được đặt theo tên Riinu Ots, một học sinh trung học người Estonia người đã đoạt giải nhì trong cuộc thi Giải thưởng Khoa học và Kỹ thuật Intel năm 2009.